# Trichopsychoda atra
Trichopsychoda atra är en tvåvingeart som beskrevs av Vaillant 1965. Trichopsychoda atra ingår i släktet Trichopsychoda och familjen fjärilsmyggor.
Artens utbredningsområde är Nepal. Inga underarter finns listade i Catalogue of Life.